# Pasaporte tuvaluano
El pasaporte tuvaluano es un documento de viaje internacional que se expide a ciudadanos tuvaluanos sujetos a la ley de nacionalidad tuvaluana.
A 1 de julio de 2019, los ciudadanos de Tuvalu tenían acceso sin visado o con visado a la llegada a  126 países y territorios, por lo que el pasaporte tuvaluano se encontraba en el puesto 44 en términos de libertad de viaje, estando en la misma posición que los pasaportes de Nicaragua y Ucrania según el índice de pasaportes de Henley. Tuvalu firmó un acuerdo mutuo de exención de visados con los países del espacio Schengen el 1 de julio de 2016.
Todos los pasaportes tuvaluanos se emiten en nombre del monarca de Tuvalu.